# Liste der Mitglieder des Bayerischen Landtages (Königreich, 13. Wahlperiode)
Diese Liste gibt einen Überblick über alle Mitglieder des Bayerischen Landtages in der 13. Wahlperiode des Königreichs Bayern (1869–1875). Die Wahlen fanden am 25. November 1869 statt. In die Wahlperiode fielen die Sitzungen des die Sitzung des 24. Landtags vom 3. Januar 1870 bis 18. Februar 1871, des 25. Landtages vom 20. September bis 29. April 1872 sowie des 26. Landtages vom 4. November 1873 bis 16. April 1875.

## Kammer der Abgeordneten

### Präsidium
- 1. Präsident: Ludwig von Weis (1813–1880) (24. Landtag), Karl Freiherr von Ow-Felldorf  (1818–1898) (25. Landtag), Franz August Schenk von Stauffenberg (1834–1901) (26. Landtag)
- 2. Präsident: Maximilian von Seinsheim-Grünbach (1811–1885) (24./25. Landtag), Gustav von Schlör (1820–1883) (26. Landtag)
- 1. Sekretär: Edmund Jörg (24./25. Landtag)
- 2. Sekretär: Karl Freiherr von Ow-Felldorf (1818–1898) (24. Landtag), Anton Eder (1843–nach 1893) (25. Landtag)
- 1. Schriftführer: Wilhelm von Kastner (25. Landtag), Anton Eder (26. Landtag)
- 2. Schriftführer: Ludwig Louis (1814–1894) (25./26. Landtag)
- 3. Schriftführer: Otto Heinrich Gustav Dürrschmidt (26. Landtag)
- 4. Schriftführer: Karl Friedrich Wülfert (26. Landtag)

### Abgeordnete

#### A
- Carl Adler (1823–1896)
- Franz Adt
- Julius Aldinger
- Karl von Alwens (1820–1889)
- Johann Baptist Arbinger (1819–1890)
- Peter Aschenauer
- Friedrich Ernst Aub (1837–1900)

#### B
- Josef Mathias Bach
- Karl Barth
- Marquard Adolph Barth (1809–1885)
- Martin Bätz (1830–1885)
- Johann Bayer
- Franz Michael Benz (1809–1882)
- Michael Bichler
- Franz Birner
- Ludwig Borger (1831–1877)
- Adam Brand
- Heinrich Brandenburg
- Ludwig Britzelmeier
- Johann Evangelist Brückl
- Georg Buchele
- Joseph Bucher (1838–1909)
- Franz Burger (1836–1920)
- Andreas Burkel

#### C
- Karl von Craemer
- Friedrich Croissant

#### D
- Balthasar Ritter von Daller (1835–1911)
- Johann Demmler (1834–1902)
- Johann Diendorfer
- Johann Michael Diepolder (1820–1903)
- Gottfried Dingler (1803–1875)
- Otto Heinrich Gustav Dürrschmidt

#### E
- Johann Peter Ebner
- Gottfried Gotthard Eckart
- Karl Friedrich Wilhelm Edel
- Anton Eder
- Karl Engert
- Jakob Exter

#### F
- Ludwig Fr. Alex von Fischer
- August Fleischmann (1826–1887)
- Karl Föckerer (1814–1886)
- Alois Frank
- Joseph Frank
- Wolfgang Frankenburger
- Rudolph Freiherr von Freyberg-Eisenberg
- Andreas Freytag (Freitag)
- Albert Frickhinger
- Hermann Fries
- Joseph Frischeisen
- Otto Karl Freiherr von Fuchs
- Eberhard Graf von Fugger-Blumenthal

#### G
- Peter Gärtner
- Johann Adolph Gelbert
- Johann Peter Gelbert
- Benedikt Gerauer
- Ludwig Gerstner
- Karl Ludwig von Golsen
- Max Grabner
- Franz Xaver Greil (1819–1871)
- Friedrich Greiner
- Friedrich Franz Grieninger (1835–1915)
- Ludwig Philipp Groß (1825–1894)
- Joseph Anton Gschwender
- Joseph Gürster (1811–1879)

#### H
- Aloys Freiherr von Hafenbrädl
- Franz Xaver Freiherr von Hafenbrädl
- Johann Georg Hafenmaier (Hafenmair)
- Georg Häring (Härring)
- Thomas Ritter von Hauck (1823–1905)
- Anton Heinle
- Franz Seraph Henning
- Carl Herz (1831–1897)
- Mathias Hilgenrainer
- Adolf Hocheder
- Johann Höchstetter
- Karl Hofmann
- Cajetan Hofstetter
- Gustav Hohenadel (1816–1879)
- Nikolaus Holzapfel (1847–1920)
- Winfried Hörmann von Hörbach (1821–1896)
- Lorenz Friedrich Hutschenreuther
- Max Huttler (1823–1887)

#### J
- Johann Wilhelm Jakob (Jacob)
- Wilhelm Jegel (1826–1890)
- Ludwig Andreas Jordan jun.
- Josef Edmund Jörg (1819–1901)

#### K
- Georg Kallenbach
- Joseph Anton Kastner
- Wilhelm von Kastner
- Mathias Peter Kinateder (1831–1917)
- Julius Knorr (1826–1881)
- Georg Kolb
- Georg Friedrich Kolb (1808–1884)
- Adolf Krätzer (1812–1881)
- Georg Kraus
- Max Kraussold
- Ferdinand Kuby
- Otto Ritter von Kühlmann
- Karl Heinrich von Kurz

#### L
- Friedrich Lampert (1829–1901)
- Adam Lang (1818–1879)
- Michael Lauerer (1821–1908)
- Adam Leffer
- Martin Leiseder (Leyseder)
- Johann Baptist Lerzer (1833–1917)
- Simon Levi
- Johann Michael Christian Leybach
- Leonhard Leyrer
- Joseph Lindner (1825–1879)
- Karl Lotz (1823–1875)
- Ludwig Louis (1814–1894)
- Joseph Lukas
- Matthaeus Lugscheider (1824–1897)
- Gerhard Lukas

#### M
- Franz Mahr
- Franz Xaver Maier
- Franz Makowiczka (1811–1890)
- Heinrich Ritter von Marquardsen
- Georg Mayr (Mayer)
- Carl von Meixner (1814–1880)
- Ferdinand von Miller (1813–1887)
- Simon Möginger
- Julius Ferdinand Ritter von Müller

#### N
- Joseph Neumayer (Neumaier)
- Emil Neuper

#### O
- Abraham Oertel
- Franz Paul Ostermann
- Karl Freiherr von Ow-Felldorf (1818–1898)

#### P
- Joseph Konrad Pfahler
- Leonhard Pfann
- Georg Ponschab (1823–1890)
- Ignaz Prestele

#### R
- Joseph Radspieler (1819–1904)
- Ferdinand Graf von Rambaldi
- Friedrich Richter
- Daniel Ritter (1822–nach 1870)
- Johann Röckl
- Alois Röhrl
- Heinrich Ronkarz
- Philipp Rothaas (Rothhaas)
- Anton Ruland (1809–1874)
- Franz Anton Rußwurm (1831–1881)

#### S
- Valentin Sauer
- Max Scharrer
- Friedrich von Schauß
- Alois Scheick (Schleich)
- Wilhelm Schiferer (Schieferer)
- Martin Wilhelm Schleich
- Gustav von Schlör (1820–1883)
- Anton Schmid
- Franz Xaver Schmid (1800–1871)
- Georg Schmidbauer (1814–1875)
- Karl Heinrich Schmidt (1817–1882)
- Wilhelm Schmidt
- Johann Nepomuk Schmidtkonz
- Andreas Schmiedl
- Franz Anton Schöpf
- Jacob Schüttinger (1816–1877)
- Andreas Sedlmayr (Sedlmayer, Sedlmaier)
- Maximilian Joseph Sixtus Graf von Seinsheim-Grünbach
- Franz Ferdinand Seitz (1823–1898)
- Ernst Sellner (1826–1899)
- Joseph Johann Karl Senestrey
- Johann Nepomuk Sepp (1816–1909)
- Friedrich Seybold (1829–1888)
- Wilhelm Sick
- Veit Sittig
- Ludwig Sitzler
- Josef Söllner
- Joseph Johann Sörgel
- Ignaz Speckner
- Johann Stahl
- Heinrich Stamm
- Franz August Freiherr von Stauffenberg
- Peter Steger
- Melchior Stenglein (1825–1903)
- Peter Stöcher
- Paul Ritter von Stockbauer
- Johann Michael Strauß

#### T
- Karl Thomaß
- Philipp Tillmann (1809–nach 1881)
- Eduard Trendel
- Michael Triller

#### U
- Philipp Umbscheiden (1816–1870)

#### V
- Ludwig Reinhard Vaillant
- Franz Joseph Völk
- Michael Vollmuth

#### W
- Joseph Johann Wagner (1813–1890)
- Karl Theodor Wagner
- Theodor Michael Ritter von Wand
- Franz Lothar Weber
- Paul Weigand
- Andreas Weimer (1820–1900)
- Ludwig von Weis (1813–1880)
- Engelbert Weiß
- Rudolph Weiß
- Alois Welzhofer
- Jakob Werkmeister
- Anton Westermayer
- August Wiesnet
- Nikolaus Winderl
- Benedikt Winkelhofer
- Anton Wolf
- Karl Heinrich Wolf
- Max Wolfbauer
- Karl Friedrich Wülfert
- Anton Würth

#### Z
- Leonhard Zill
- Friedrich Ludwig Freiherr von Zu Rhein

## Kammer der Reichsräte

### Präsidium
- 1. Präsident: Franz Ludwig Philipp Schenk von Stauffenberg (1801–1881)
- 2. Präsident: Wilhelm Freiherr von Thüngen (1805–1871) (24. Landtag), Karl Freiherr Schrenck von Notzing (25./26. Landtag)
- 1. Sekretär: Julius Adolph Freiherr von Niethammer (1798–1882) (24./25./26. Landtag)
- 2. Sekretär: Ludwig Heinrich Emil Graf von Lerchenfeld auf Köfering und Schönberg  (24./25./26. Landtag)

| Inhaltsverzeichnis A B C D E F G H L M N O P Q R S T W Z |

#### A
- Maximilian Joseph Graf von Arco-Valley
- Peter Carl Freiherr von Aretin auf Haidenburg

#### B
- Adalbert Wilhelm Prinz von Bayern (1828–1875)
- Arnulf Prinz von Bayern (1852–1907)
- Carl Theodor Herzog in Bayern (1839–1909)
- Leopold Maximilian Prinz von Bayern (1846–1930)
- Ludwig III. Prinz später Prinzregent und König von Bayern (1845–1921)
- Ludwig Wilhelm Herzog in Bayern
- Luitpold Emanuel Herzog in Bayern
- Luitpold Prinz später Prinzregent von Bayern (1821–1912)
- Maximilian Herzog in Bayern (1808–1888)
- Maximilian Emanuel Herzog in Bayern
- Otto von Bayern (1848–1916)
- Ferdinant Louis Ritter von Böcking
- Eduard Peter Apollonius Ritter von Bomhard
- Max Graf von Bothmer
- Otto Camillus Hugo Gabriel Graf von Bray-Steinburg

#### C
- Friedrich Ludwig Graf zu Castell-Castell
- Wolfgang August Graf von Castell-Rüdenhausen
- Theodor von Cramer-Klett (1817–1884)

#### D
- Michael Ritter von Deinlein
- Erasmus Bernhard Graf von Deroy
- Otto Graf von Deym zu Arnstorf, Freiherr von Strzitiz
- Pankratius Ritter von Dinkel
- Johann Joseph Ignaz Ritter von Döllinger (1799–1890)

#### E
- Eberhard Franz Graf zu Erbach-Erbach und von Wartenberg-Roth

#### F
- Georg Heinrich Arbogast Freiherr von und zu Franckenstein
- Leopold Karl Fürst Fugger von Babenhausen
- Fidelis Ferdinand Graf von Fugger zu Glött
- Raimund Ignaz Graf von Fugger zu Kirchberg und Weißenhorn
- Philipp Karl Graf von Fugger zu Kirchheim und Hoheneck

#### G
- Karl Gottfried Graf von und zu Giech
- Maximilian Joseph Graf von Gravenreuth (1807–1874)
- Adolph Eberhard Freiherr von Gumppenberg-Pöttmes
- Hermann Freiherr von Guttenberg

#### H
- Adolph Gottlieb Christoph Ritter von Harleß
- Ferdinand Ritter von Haubenschmied
- Chlodwig Fürst zu Hohenlohe-Waldenburg-Schillingsfürst (1819–1901)
- Maximilian Karl Graf von Holnstein aus Bayern

#### L
- Ernst Leopold Fürst zu Leiningen
- Ludwig Heinrich Emil Graf von Lerchenfeld auf Köfering und Schönberg
- Alfred Freiherr von Lotzbeck auf Weyhern
- Wilhelm Paul Fürst zu Löwenstein-Wertheim-Freudenberg
- Karl Heinrich Fürst zu Löwenstein-Wertheim-Rosenberg

#### M
- Joseph Anton Ritter von Maffei (1790–1870)
- Carl Leopold Graf von Maldeghem
- Georg Ludwig Ritter von Maurer (1790–1872)
- Maximilian Joseph Ambrosius Graf von Montgelas
- Maximilian Joseph Wilhelm Graf von Montgelas

#### N
- Ludwig Ritter von Neumayer
- Julius Adolph Freiherr von Niethammer (1798–1882)

#### O
- Otto Karl Fürst von Oettingen-Oettingen und Oettingen-Spielberg
- Karl Friedrich Krafft Ernst Fürst von Oettingen-Oettingen und Oettingen-Wallerstein
- Franz Karl Rudolph Graf zu Ortenburg-Tambach

#### P
- Ludwig Ferdinand Graf zu Pappenheim
- Julius Johann Freiherr von Ponickau auf Osterberg
- Siegmund von Pranckh (1821–1888)
- Maximilian Joseph Franz Graf von Preysing-Lichtenegg-Moos

#### Q
- Otto Friedrich Graf von Quadt zu Wykradt und Isny (1817–1899)

#### R
- Albert Ulrich Graf von Rechberg und Rothenlöwen (1803–1885)
- Ludwig Friedrich Graf von Rechteren und Limpurg
- Friedrich Ritter von Ringelmann

#### S
- Maximilian Josef Graf von und zu Sandizell
- Gregor Ritter von Scherr
- Clemens August Graf von Schönborn-Wiesentheid
- Karl Freiherr Schrenck von Notzing
- Carl Ferdinand Graf von Seinsheim-Sünching
- Maximilian Joseph Erkinger Graf von Seinsheim-Sünchin auf Grünbach
- Franz Ludwig Graf Schenk von Stauffenberg

#### T
- Wilhelm Freiherr von Thüngen
- Maximilian Karl Fürst von Thurn und Taxis (1802–1871)
- Maximilian Konrad Graf von Toerring auf Seefeld
- Clemens Maria zu Toerring-Jettenbach (1826–1891)

#### W
- Hugo Philipp Graf von Waldbott-Bassenheim (1820–1895)
- Wilhelm Franz Fürst von Waldburg zu Zeil und Trauchburg
- Karl Friedrich Fürst von Wrede
- Karl Philipp Veit Freiherr von Würtzburg

#### Z
- Friedrich Carl Freiherr von Zu Rhein (1802–1870)